# Jelena Petric
Jelena Petric (Zenica, 1988.), hrvatska slikarica

## Životopis
Rodila se u Zenici. Studentica je diplomskog studija, smjer Slikarstvo, u klasi profesora Ante Rašića na Nastavničkom odsjeku ALU u Zagrebu. Sudionica je programa WHW Akademija u 2018./2019. godini. Izlagala je samostalno i na skupnim izložbama. Članica je Udruge Kružok. Sudjelovala je na manifestacijama land arta i likovnih radionica. Dobitnica je Pohvalnica za uspješan rad ALU-a za akademske godine 2015./2016. i 2016./2017. te posebne Rektorove nagrade u godini 2014./2015. za svjetsku praizvedbu opere Madame Buffault u HNK Zagreb. Na 54. Zagrebačkom salonu dobila je nagradu za mladu umjetnicu za rad koji pokazuje aktivan interes za refleksiju vlastite prakse i utjecaja nju, rad “ob2” (2018.).